# 米什科爾茨區

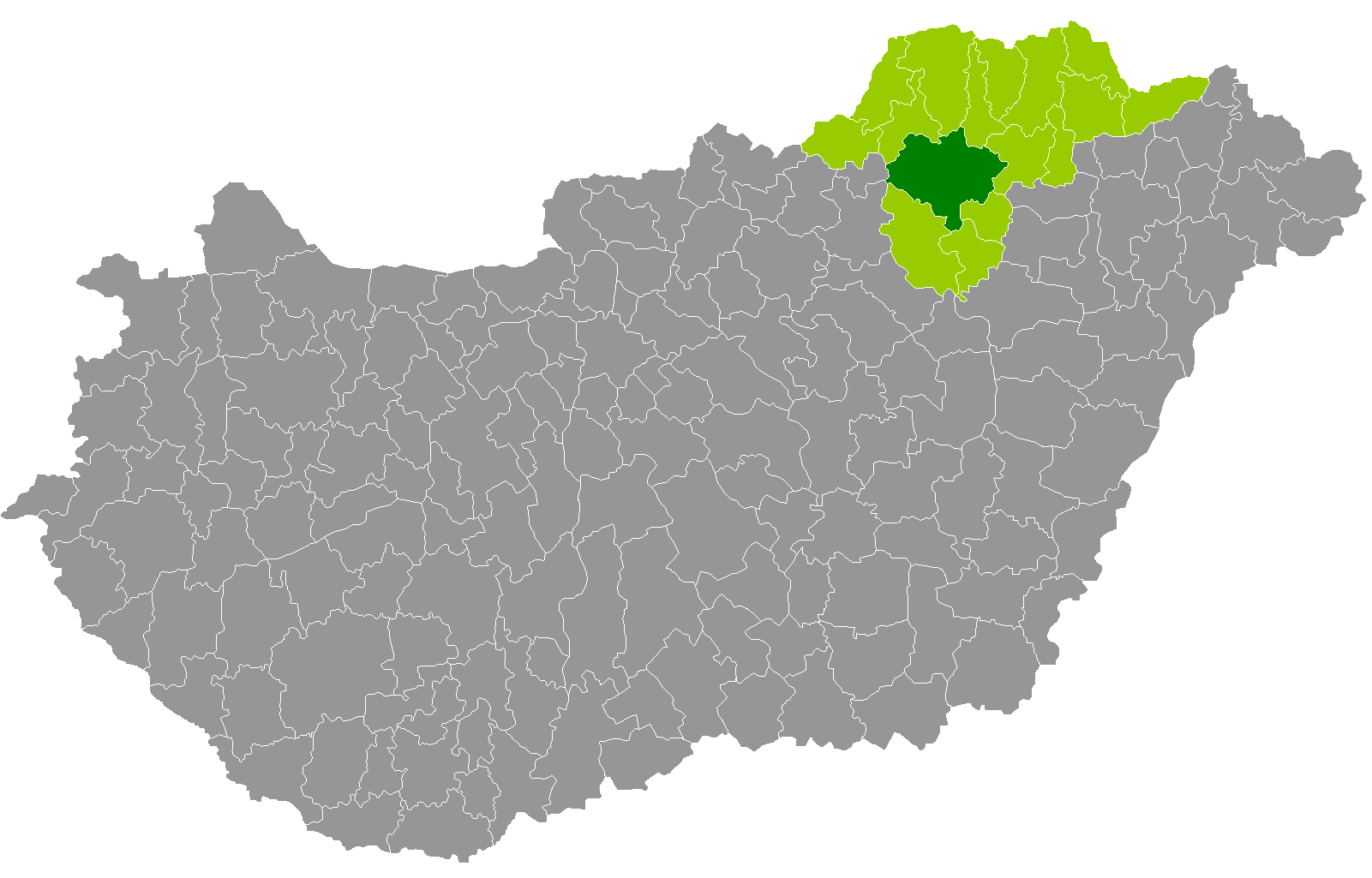

米什科爾茨區（匈牙利語：Miskolci járás），是匈牙利的一個區，位於該國東北部，由包爾紹德-奧包烏伊-曾普倫州負責管轄，首府設於米什科爾茨，面積973平方公里，2011年人口250,530，人口密度每平方公里258人。